# Joseph Raulin
Pour les articles homonymes, voir Raulin.
Joseph Raulin, né à Ayguetinte le 19 mars 1708 et mort à Paris le 12 avril 1784, est un médecin-accoucheur français, médecin ordinaire de Louis XV. 
Il a écrit plusieurs ouvrages de gynécologie et d'obstétrique, dont certains ont été traduits. Ses autres travaux portent sur les eaux minérales et l'influence du climat sur la santé.

## Biographie
Né le 19 mars 1708, à Ayguetinte, dans le diocèse d'Auch, Joseph Raulin fait ses études à la faculté de médecine de Bordeaux. Il est médecin pensionné de la ville de Nérac, où il se marie et exerce avec succès. Il est l'ami de Montesquieu, qui lui conseille de faire valoir ses talents à Paris. Il s'y établit en 1755.
En 1757, il est médecin par quartier (c'est-à-dire exerçant un trimestre par an) de Louis XV, probablement grâce à l'appui de Jean-Baptiste Sénac, premier médecin du roi, et Gascon comme lui. En 1767, il est censeur royal pour la section histoire naturelle, médecine et chimie.
Il est nommé « inspecteur général des eaux minérales », ce qui le rend membre d'une administration centralisée du thermalisme créée par Henri IV en 1605.
Prolifique, il reçoit de nombreuses distinctions : académies royales des sciences, Arts et Belles lettres de Rouen et de Bordeaux, Arcades de Rome, Royal Society (1763), professorat au Collège royal (1776).
Raulin meurt en 1784. 
Son fils a été aussi médecin du roi par quartier et des hôpitaux militaires, inspecteur des eaux minérales de la Flandre et du Hainaut ; il est l'auteur d'Observations sur la maladie épizootique de la Flandre et du Hainaut, publiées en 1774.

## Travaux

### Gynécologie et obstétrique

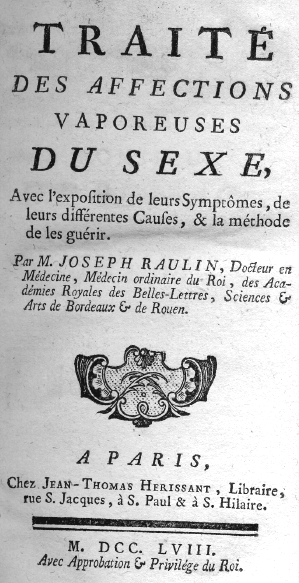
Page de titre du principal ouvrage de Joseph Raulin.

Son Traité des affections vaporeuses du sexe… (1758) porte sur les malaises et lipothymies féminines. Raulin refuse les explications basées sur une agitation de l'utérus, ou hystérie. Les vapeurs sont reliées à l'oisiveté, qui affaiblit les femmes riches de la ville, alors que l'activité physique des femmes de la campagne procure forces et bonne santé.
Son Traité des fleurs blanches… (1766) porte sur les leucorrhées. Il prétend, en les rapportant aussi au mode de vie, qu'elles sont devenues plus fréquentes depuis le XIVe siècle. Elles pourraient être prévenues ou guéries par « un exercice constant et soutenu, un régime de vie sobre et modéré, l'éloignement des passions… »
Ses Instructions succinctes sur les accouchements… (1770), publiées à la demande du ministre physiocrate Henri Bertin, sont destinées aux sages-femmes de province. Une traduction portugaise en est faite en 1772.
Son Traité des maladies des femmes en couche… (1771), est aussi une commande ministérielle. Raulin décrit les diverses pathologies du post-partum et de l'allaitement, donnant conseils et régime de vie pour les prévenir.
Dans la Conservation des enfants (1768), il insiste sur les conditions d'hygiène, la toilette et l'habillement des nourrissons et des tout-petits pour réduire la mortalité infantile, très importante à son époque. Il étudie les maladies infantiles, de la ligature du cordon ombilical jusqu'au problème des « enfants trouvés » (abandonnés à la naissance par leurs parents, auprès des églises ou des hôpitaux). La nourriture fait une large place au lait maternel, de nourrice, de vache ou de chèvre.

### Eaux minérales
Au début du XVIIIe siècle, le pouvoir du premier médecin du roi sur les stations thermales s'étend au contrôle de la qualité et du commerce des eaux minérales dans le royaume. Il s'agit de lutter contre les fraudes dans la mise en bouteilles des eaux puisées à la source (par exemple à Vichy) et colportées à Paris. Et de mettre en valeur les ressources françaises en diminuant l'importation d'eaux minérales d'Allemagne et d'Angleterre.
La plupart des villes de France se dotent d'un bureau des eaux minérales. Il est d'abord sous le contrôle du premier médecin du roi (1709), puis d'une commission royale de médecine (1772) et enfin de la Société royale de médecine. Joseph Raulin est commissaire et inspecteur général des eaux minérales, chargé de lutter contre les fraudeurs et charlatans. Il conservera ce poste sous Louis XVI.
Il rédige sur ce sujet de nombreux ouvrages et brochures de règlements, dont le principal est son Traité analytique des eaux minérales en général, de leurs propriétés et de leur usage dans les maladies (1772-1774) en deux volumes, réédité en 1784. Il étudie les eaux minérales et les soumet à une analyse chimique pour y découvrir « des substances terreuses, spiritueuses, sulfureuses, salines, ou métalliques en suffisante quantité dans une telle proportion qu'elles sont propres à la guérison de maladies ». 
Il présente une liste de quatorze sources d'eaux minérales en France. Il discute, entre autres, de la place des gaz et de leur rôle dans ces eaux.

### Phtisie et climatologie
Un des premiers ouvrages de Raulin est consacré à l'utilisation du lait dans la « pulmonie » (1754) ou phtisie pulmonaire (interprétée plus tard comme la tuberculose). Il combat une idée de son époque faisant du lait un remède universel contre la phtisie. Dans ses autres ouvrages sur la phtisie, il fait de celle-ci une maladie de langueur par dégénérescence de l'espèce humaine en milieu urbain, par altération de l'air, luxe et intempérance des grandes villes. La maladie est favorisée par les guerres ; il en est de même pour la découverte des « Grandes Indes » et le commerce colonial, qui apportent des aromates et autres produits nouveaux (café, chocolat…), perturbateurs de la digestion.
Dès 1752, alors qu'il est encore à Nérac, il publie sur des maladies (fièvres, rhumatismes…) qu'il a observées en rapport avec les conditions climatiques (variations de l'atmosphère) ; l'ouvrage est dédié à Montesquieu. Dans un autre traité sur les excès de chaleur, de froid, d'humidité et autres intempéries de l'air (1756), il soutient que l'air atmosphérique « s'insinue librement par les pores de la peau, qu'il pénètre les membranes du poumon, qu'il se mêle avec le sang, et circule dans les vaisseaux sans rien perdre de son élasticité ».
Dans Raisons pour et contre l'inoculation (1752), il donne un avis nuancé sur la variolisation ; et dans Examen de la houille considérée comme engrais des terres (1775), il parait confondre la houille avec la tourbe.
Selon Bernard Hoerni, les écrits de Joseph Raulin sont dépassés, mais Raulin peut apparaître comme un précurseur des analyses chimiques et de la médecine environnementale. 

## Ouvrages

### Gynécologie et obstétrique
- Traité des affections vaporeuses du sexe, avec l'exposition de leurs symptômes, de leurs différentes causes, et la méthode de les guérir (1758).
- Traité des fleurs blanches, avec la méthode de les guérir (2 volumes, 1766) : vol. 1.
- De la conservation des enfants, ou les Moyens de les fortifier, depuis l'instant de leur existence, jusqu'à l'âge de puberté 3 volumes ; en ligne : vol. 1 ; vol. 2.
- Instructions succinctes sur les accouchements en faveur des sages-femmes des provinces, faites par ordre du ministère (1770).
  - (pt) Breves instrucçōes sobre os partos a favor das parteiras das provincias (1818).
- Traité des maladies des femmes en couche, avec la méthode de les guérir, Paris, Vincent, 1771.

### Eaux minérales
- Observations sur l'usage des eaux minérales de Pougues[a] (1769).
- Traité des eaux minérales de Verdusan, connues sous le nom d'eaux minérales de Castera Vivent, avec leur analyse, leurs propriétés et leur usage dans les maladies[b](1772).
- Traité analytique des eaux minérales en général, de leurs propriétés et de leur usage dans les maladies (2 volumes, 1772-1774) : t. 1 ; t. 2.
- Exposition succincte des principes et des propriétés des eaux minérales, qu'on distribue au bureau général de Paris[6] (1775).
- Parallèle des eaux minérales d'Allemagne que l'on transporte en France et de celles de la même nature qui sourdent dans le royaume avec des remarques sur l'analyse des eaux minérales en général (1777).
- Analyse des eaux minérales spathico-martiales de Provins, avec leurs propriétés dans les maladies (1778)[c] — Spathico-martial : contenant du spath et du fer.

1. ↑  Pougues-les-Eaux (Nièvre).
2. ↑  Castéra-Verduzan (Gers).
3. ↑  Provins (Seine-et-Marne).

### Phtisie et climatologie
- Des maladies occasionnées par les promptes et fréquentes variations de l'air considéré comme atmosphère terrestre, avec l'explication mécanique de leurs principaux symptômes et la méthode de les guérir (1752).
- Observations de médecine, où l'on trouve des remarques qui tendent à détruire le préjugé où l'on est sur l'usage du lait dans la pulmonie, avec une Dissertation sur les ingrédients de l'air (1754).
- Traité des maladies occasionnées par les excès de chaleur, de froid, d'humidité et autres intempéries de l'air, avec la méthode de les guérir (1756).
  - Réponse à la critique du Journal des Sçavans (1757), à propos du Traité sur les intempéries de l'air. — La critique avait été publiée dans le volume 2, juin 1757, p. 425-427.
- Nouvelles observations sur la phtisie pulmonaire (1784).

### Divers
- Dissertation en forme de lettre sur le ver solitaire (1752).
- Raisons pour et contre l'inoculation (1752).
- Lettre sur l'inoculation de la petite vérole […] à M. Dario le père (1755?)
- Suite d'observations sur l'alliage du camphre et du mercure (1755).
- Examen de la houille considérée comme engrais des terres (1775).